# Dana Grigorcea
Dana Grigorcea (n. 11 noiembrie 1979, București, România) este o scriitoare elvețiană de origine română care coordonează și un blog de literatură.

## Biografie
Dana Grigorcea a debutat în 2002 în România literară  cu proză scurtă: un jurnal de călătorie din Țara Sfântă. A studiat germana și neerlandeza la Facultatea de Limbi Străine de la Universitatea din București. A studiat regie de teatru și film la Universitatea din Bruxelles și a urmat un masterat în jurnalism la Universitatea Danubiană din Krems. A lucrat la televiziunea ARTE din Strasbourg și la postul de radio Deutsche Welle din Bonn. Este căsătorită cu scriitorul Perikles Monioudis.

## Activitate
Din 2007 trăiește la Zürich, unde a predat limbajul ﬁlmului la Facultatea de Film din cadrul Școlii de Artă de la Zürich și a colaborat la emisiunea de literatură a radioului național elvețian DRS. În prezent organizează la Zürich un salon literar și administrează împreună cu soțul ei, scriitorul Perikles Monioudis, blogul de literatură www.neue-telegramme.ch. 
Dana Grigorcea și-a făcut debutul literar în limba germană în 2011, cu romanul Das Leben ist vergänglich wie die Kopfhaare (Baba Rada. Totu-n viață-i trecător ca și firele de păr) roman care a fost bine primit de către publicul elvețian. Cel de-al doilea roman al său, Das primäre Gefühl der Schuldlosigkeit (Sentimentul primar al nevinovăției), a primit în 2015 Premiul 3sat în cadrul concursului de literatură Ingeborg Bachmann de la Klagenfurt, Austria, și a fost nominalizat pentru premiul elvețian de carte Schweizer Literaturpreis. A publicat și cărți pentru copii: Mond-aus! (Stingeți luna!) în 2016 și Einmal Haare Schneiden, bitte în 2018.

## Opera

### Romane
- Baba Rada. Das Leben ist vergänglich wie die Kopfhaare (Baba Rada. Totu-n viață-i trecător ca și firele de păr).[4] Editura KaMeRu Verlag, Zürich, 2011, ISBN 978-3-03820-024-6.
- Das primäre Gefühl der Schuldlosigkeit (Sentimentul primar al nevinovăției).[4] Editura Ullstein, Berlin, 2017, ISBN 978-3-548-28903-8.
- Der Nase nach. Baeschlin, Glarus 2018, ISBN 978-3-03893-000-6
- Die Dame mit dem maghrebinischen Hündchen. Editura Dörlemann, Zürich, 2018, ISBN 978-3-03820-055-0
- Die Nicht Sterben (Cei care nu mor). Editura Penguin, 2021,  2021 ISBN: 978-3-328-60153-1

### Literatură pentru copii
- Mond-aus! (Stingeți luna!). Editura Baeschlin, Glarus, 2016, ISBN 978-3-85546-300-8
- Einmal Haare Schneiden, bitte. Bilderbuch. Baeschlin, Glarus, 2018, ISBN 978-3-03893-007-5

## Traduceri în limba română
- Sentimentul primar al nevinovăției, traducător Nora Iuga și Radu-Mihai Alexe, editura Humanitas, București, 2016, ISBN 978-973-50-5434-2
- Stingeți luna, traducător Florin Bican, editura Arthur, 2021,  ISBN: 9786060861775

## Premii
- 2011 Premiul elvețian de carte Literaturperle pentru romanul Baba Rada. Das Leben ist vergänglich wie die Kopfhaare[5]
- 2015 Nominalizată pentru Schweizer Buchpreis (Premiul elvețian de carte)
- 2015 Premiul 3sat la Klagenfurt în competiția Ingeborg Bachmann[6]
- 2022 Premiul Elvețian pentru Literatură pentru romanul Die Nicht Sterben (Cei care nu mor)[7]

## Legături externe
- www.neue-telegramme.ch